# Omega (TeX)
Омега је продужетак TeX припрема система која користи основни вишејезички план уникода. Аутор је Џон Плејс и Јанис Хараламбус после развоја ТеХ-а који је замрзнут 1991. године, првенствено за побољшање ТеХ вишејезичких припрема способности. То укључује нови 16-битни фонт кодирања за ТеХ, као и фонтове (омлгц и омакс) који покривају широк спектар писама.
Године 2004. на конференцији ТеХ корисничке групе, Плејс је донео одлуку да одвоји нови пројекат, док је Хараламбус наставио рад са Омегом.
LaTeX за Омегу се назива и ламбда.

## Aleph и LuaTeX
Иако је пројекат изгледао врло обећавајуће од самог почетка, развој и функционалност су заказали. Посебан код је започет са циљем да се постигне e-ТеХ функционалност, позната као Aleph, коју је преводио Ђузепе Билота.
LaTeX за Aleph је познат и као Lamed.
Сам Aleph се више не развија, али је највећи део своје функционалности сконцентрисан у LuaTеХ, нов пројекат који је финансирао Колорадо Универзитет. LuaTeX је започет 2006. године и објављена је као прва бета верзија у лето 2007. године која ће бити наследник како Aleph, тако и pdfTеХ, користећи Lua као интегрисани прост програмски језик. Првенствено га је развио Тацо Хоеквотер 